# Nicolò Saettone
Nicolò Saettone (Savona, 4 giugno 1904 – ...) è stato un calciatore italiano, di ruolo difensore.

## Carriera
Con il Savona disputa 9 gare nel campionato di Prima Divisione 1922-1923.